# Colias regia
Colias regia é uma borboleta da família Pieridae. É encontrada no Leste Paleártico (do Quirguistão para oeste, em Tajiquistão, Tian Shan).

## Taxonomia
Foi aceite como uma espécie por Josef Grieshuber & Gerardo Lamas